# 롤란도 세페다
롤란도 세페다 아브레우(스페인어: Rolando Cepeda Abreu, 1989년 3월 13일~)는 쿠바의 배구 선수이다.
2016년 V-리그 외국인 트라이아웃에 의해 OK저축은행에 지명 받아 입단하려 했으나 성폭행 혐의로 체포되어 무산되었다.